# Campionati europei cadetti di scherma 1987
Il Campionati europei cadetti di scherma del 1987 ("1987 European Cadets Fencing Championships") è stato organizzato dalla Federazione internazionale della scherma e si è svolto a Saint-Nazaire in Francia dal 28 febbraio al 2 marzo.
Nel fioretto, si sono aggiudicati i titoli del campionato europei l'italiano Daniele Crosta, che ha battuto in finale il tedesco Markus Reiter, e l'italiana Giovanna Trillini che ha avuto la meglio sulla connazionale Cristina Baldi.
Nella spada il tedesco Carsten Lotter ha battuto in finale l'italiano Dario Milano, ottenendo il titolo europeo cadetti maschile.
Nella sciabola l'italiano Giovanni Sirovich prevale sul tedesco Michael Huchwajda.

## Podi

### Uomini
| Specialità  | Oro               | Argento           | Bronzo            |
| Individuali |                   |                   |                   |
| Fioretto    | Daniele Crosta    | Markus Reiter     | Jörg Schwanninger |
| Spada       | Carsten Lotter    | Dario Milano      | Gernot Bonkat     |
| Sciabola    | Giovanni Sirovich | Michael Huchwajda | Gyorgy Boros      |

### Donne
| Specialità  | Oro               | Argento        | Bronzo         |
| Individuali |                   |                |                |
| Fioretto    | Giovanna Trillini | Cristina Baldi | Cristina Wurtz |

## Medagliere
| Pos.   | Nazione  | Oro | Argento | Bronzo | Totale |
| ------ | -------- | --- | ------- | ------ | ------ |
| 1      | Italia   | 3   | 2       | 0      | 5      |
| 2      | Germania | 1   | 2       | 3      | 6      |
| 3      | Ungheria | 0   | 0       | 1      | 1      |
| Totale | Totale   | 4   | 4       | 4      | 12     |